# WASP-18
WASP-18 – żółto-biały karzeł typu widmowego F znajdujący się w gwiazdozbiorze Feniksa, 326 lat świetlnych od Ziemi. Gwiazda nieznacznie przewyższa swoimi rozmiarami Słońce. Masa obiektu wynosi 1,24 masy Słońca, a promień to 1,23 promienia Słońca. Temperatura powierzchni wynosi 6400 K.

## System planetarny
W roku 2009 odkryto krążącą wokół WASP-18 planetę WASP-18 b. Odkrycia dokonano metodą tranzytu w ramach projektu SuperWASP.